# Kebapcze

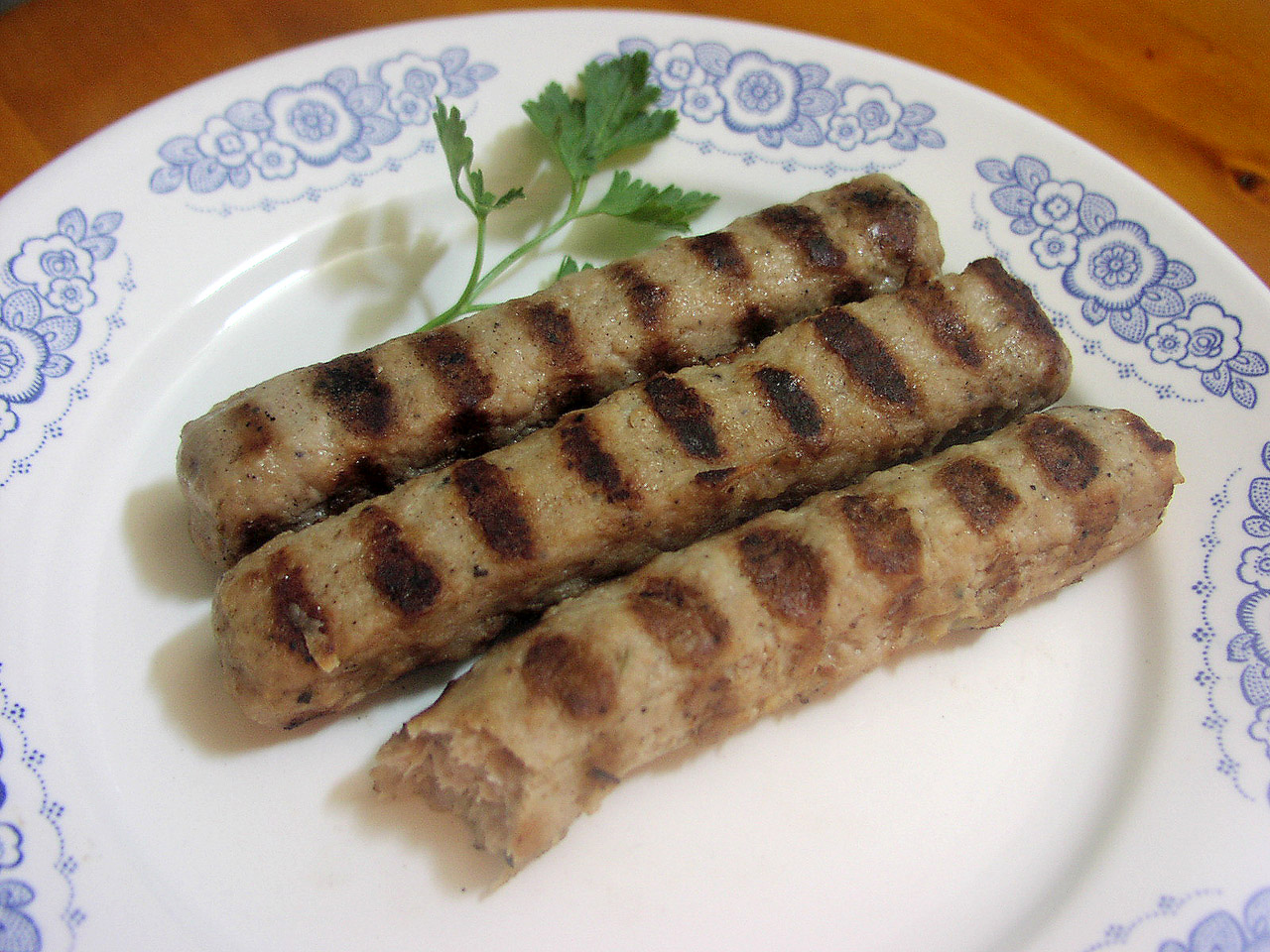
Kebapczeta

Kebapcze (bułg. кебапче, zwykle w lm kebapczeta) – potrawa kuchni bułgarskiej z przyprawionego mięsa mielonego, najczęściej uformowanego w kształcie parówki. 
Wywodzi się z tradycji kulinarnej tureckiej, będąc pochodną od tamtejszego kebabu i znaną z innych kuchni bałkańskich: w Macedonii – jako kebapi, w Serbii – ćevapi, ćevapčići, a w Grecji jako sutzukakia (σουτζουκάκια).
Kebapcze przyrządza się zazwyczaj z mięsa wołowo-wieprzowego (z przewagą drugiego), często jednak wykorzystywana jest tylko wieprzowina. Mięso doprawiane jest solą, pieprzem i kminem. Następnie uformowane podłużnie kebapczeta praży się na rożnie (grilluje). Sprzedaje się je nawet ulicznych kioskach. 
Najpopularniejszym dodatkiem są frytki, często posypane startym szopskim serem. Mięso można także podawać z pikantnym sosem – lutenicą. W bułgarskich restauracjach często serwowane jest danie o nazwie „trojka kebapczeta s garnitura” (тройка кебапчета с гарнитура) – jako potrójne kebapcze z dodatkami.